# Emma Fursch-Madi

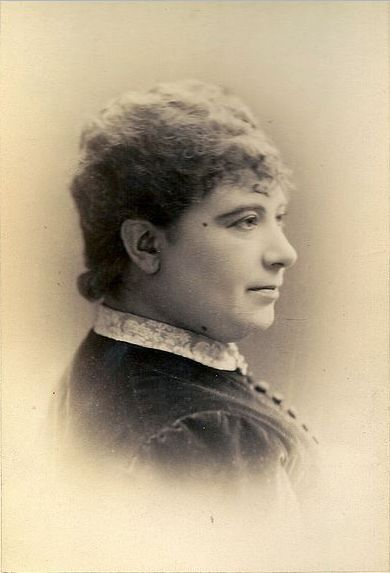
Emma Fursch-Madi

Emma Fursch-Madi (Künstlername, bürgerlich: Emilie Victorine Fursch, nach ihrer Heirat: Emilie Victorine Madier; * 1. Oktober 1847 in Bayonne; † 21. September 1894 in Warren Township) war eine französische Sopranistin.

## Leben und Werk
Emma Fursch-Madi studierte am Conservatoire National von Paris.
Sie debütierte 1868 in Paris und trat hier weiter auf. 1873 und 1874 stand sie bei der French Opéra Company New-Orleans unter Vertrag. 1874 bis 1876 trat sie an der Grand Opéra Paris unter anderem als Marguerite in Charles Gounods Faust, als Valentine in Giacomo Meyerbeers Les Huguénots und als Donna Elvira in Don Giovanni auf. 1881 trat sie erfolgreich an der Covent Garden Opera Oper in London auf und gastierte regelmäßig bis 1890 dort. Sie gab auch regelmäßig Gastspiele am Théâtre de la Monnaie in Brüssel. 1889 trat sie im Konzertsaal in Berlin auf. Für die Spielzeiten 1883/1884 und 1893/1894 gehörte sie zum Ensemble der Metropolitan Opera New York. Auch hier trat sie mit großem Erfolg auf. 1886 bis 1888 tourte Fursch-Madi mit der National Opera Company durch amerikanische Großstädte und verkörperte Rollen wie die Aida in der Oper Die Königin von Saba von Karl Goldmark und Valentine in Les Huguénots.
Fursch-Madi wirkte auch als Konzertsängerin. Nach Beendigung ihrer Karriere wirkte sie als Gesanglehrerin in den Vereinigten Staaten. Zu ihren Schülern gehörte unter anderen Sophie Traubmann.

## Privates
Emma Fursch-Madi war seit 1870 mit dem Dirigenten Raoul Madier de Montjou verheiratet, von dem sie sich 1882 wieder trennte. Emma Fursch-Madi starb am 21. September 1894 mit fast 47 Jahren an einem drei Monate zuvor diagnostiziertem Magenkrebsleiden in ihrem Sommerhaus in Warrenville, New Jersey.